# Joseph Châtelain
Joseph Châtelain, né le 1er décembre 1900 à Nay (Pyrénées-Atlantiques) et mort le 14 juillet 1956 à Pau (Pyrénées-Atlantiques), est un joueur français de rugby à XV, ayant évolué au Stade nayais et à la Section paloise.
Joseph Châtelain est champion de France avec la Section en 1928 au poste de troisième ligne,.

## Biographie
Joseph Châtelain commence sa carrière sportive par l'athlétisme.
Châtelain commence sa carrière rugbystique au Stade nayais, et se fait remarquer au niveau régional et intègre la sélection Côte basque.
En 1926, il intègre la sélection gasconne qui affronte les Māori de Nouvelle-Zélande au stade de la Croix du Prince.
Il rejoint la Section paloise avec qui il remporte le championnat en 1927-1928.
Sa modestie pourrait avoir joué en sa défaveur, et il ne connait pas les joies d'une sélection en équipe de France.